# Youssef Gabsi
Youssef Gabsi (arabisch: يوسف قباسي, DMG: Yūsuf Qabbāsī; * 5. Oktober 1923 in Bizerte; † 15. April 2005 in La Goulette) war einer der ersten tunesischen Fußballspieler, die in Frankreich aktiv waren.

## Laufbahn
Youssef Gabsi begann seine Karriere 1944 in seiner Heimatstadt Bizerte beim Club Athlétique Bizertin, für den er bis 1947 spielte und mit dem er 1945 und 1946 zweimal den tunesischen Meistertitel gewann.
1947 wechselte er zum Club Africain, mit dem er in seiner ersten Saison tunesischer Meister wurde. Danach spielte er für wenige Monate bei der Union Sportive Tunisienne. Im Dezember 1948 wechselte er zum RC Lens, mit dem er die Zweitligameisterschaft gewann und in die höchste französische Spielklasse aufstieg. Im Sommer 1949 kehrte er erneut zum Club Africain zurück, bevor er wieder nach Frankreich wechselte – diesmal zum Olympique de Marseille. Dort spielte er bis zum Ende der Saison 1949/50, bevor er nach Tunesien zurückkehrte und sich dem CS Hammam-Lif anschloss. 1951 wechselte er erneut zum Club Africain und blieb dort bis zum Ende seiner Karriere im Jahr 1957.
Einsätze in der tunesischen Nationalmannschaft sind wahrscheinlich, konnten aber bislang nicht nachgewiesen werden.

## Erfolge
- Tunesischer Meister
  - 1945, 1946, 1948

- Meister der Division 2 (Frankreich)
  - 1949

- Tunesischer Pokalfinalist
  - 1956